# Groupama Transport
Pour les articles homonymes, voir Groupama.
Groupama Transport était une filiale à 100 % du groupe Groupama, premier mutuelle d'assurance en France. C'est le deuxième assureur maritime et transport français, avec 18 % de part de marché, et compte parmi les dix premiers européens.
Groupama Transport était la seule compagnie d'assurance française exclusivement dédiée aux risques maritimes et transports. Elle couvre l'ensemble des métiers, de la souscription à la gestion de sinistre. Ses domaines d'activité couvre les transports maritime, fluvial, routier et aérien, la pêche et la plaisance.
Elle a été radiée du registre du commerce et des sociétés le 23 janvier 2012.

## Historique[2]
- En 1890, Antonio Chegaray fonda au Havre une agence maritime d'assurance avant qu'une première agence soit ouverte à Paris.
- En 1942, a lieu la fondation de la compagnie Navigation et Transports dont Chegaray sera longtemps l'agent général exclusif.
- En 1998, Chegaray s'adosse à Groupama qui souhaite se renforcer dans le secteur des transports et prend le contrôle de Navigation et Transport qui devient « Groupama Navigation et Transport »
- En 2000, Chegaray et Groupama Navigation et Transports fusionnent et deviennent « Groupama Transport »
- En 2001 : ouvertures des premières succursales à l'étranger, à Londres et Hong Kong et Groupama Transport reçoit les activités maritime et transports de Gan Incendie Accident à la suite du rachat de ce dernier par Groupama
- En 2002 : Groupama Transport reçoit les activités de la branche transport de Gan Eurocourtage Courcelles
- En 2009 : transfert dans le nouveau siège social du Havre
- 31 décembre 2011 : fusion de Gan Eurocourtage et Groupama Transport sous le nom de Gan Eurocourtage.
- 11 janvier 2012 cession des activités transport de Gan Eurocourtage par Helvetia France et  le 23 janvier 2012 radiation du registre du commerce et des sociétés[3].

## Agences[4]
- En France métropolitaine : Le Havre, Lille, Lyon, Marseille, Nantes, Paris, Pau et Strasbourg
- En Outre-Mer : La Réunion
- En Europe : Gênes, Londres, Madrid, Milan et Riga
- En Asie : Chengdu, Singapour et Hong Kong

## Dirigeants
- Bernard Petit : Directeur Général de Groupama Transport